# Tàngara de carpó groc
La tàngara de carpó groc (Ramphocelus icteronotus) és un ocell de la família dels tràupids (Thraupidae).

## Hàbitat i distribució
Habita zones arbustives, vegetació secundària, matolls i proximitat del bosc humid a les muntanyes de Panamà, oest i nord de Colòmbia, a la llarga del vessant del Pacífic i oest de l'Equador.